# Justicia boerhaviaefolia
Justicia boerhaviaefolia là một loài thực vật có hoa trong họ Ô rô. Loài này được (Nees) Baron mô tả khoa học đầu tiên năm 1906.